# Michael Green (författare)
Michael Green är en amerikansk författare och producent. Förutom att skriva för TV har Green skrivit eller varit med och skrivit flera långfilmsmanus, inklusive Logan, Alien: Covenant, Blade Runner 2049 och Murder on the Orient Express, allt 2017. För Logan, som han skrev tillsammans med James Mangold och Scott Frank, nominerades Green till en Oscar för bästa anpassade manus.

## Filmografi (i urval)
| År   | Titel                          | Roll | Regissör(er)                                       |
| 2011 | Green Lantern: Emerald Knights | Manus (med Eddie Berganza, Alan Burnett, Todd Casey, Dave Gibbons, Marc Guggenheim, Geoff Johns och Peter Tomasi) | Christopher Berkeley, Lauren Montgomery, Jay Oliva |
| 2011 | Green Lantern                  | Manus och berättelse (med Greg Berlanti, Marc Guggenheim och Michael Goldenberg )                                 | Martin Campbell                                    |
| 2017 | Logan – The Wolverine          | Manus (med Scott Frank och James Mangold )                                                                        | James Mangold                                      |
| 2017 | Alien: Covenant                | Berättelse (med Jack Paglen)                                                                                      | Ridley Scott                                       |
| 2017 | 2036: Nexus Dawn               | Manus | Luke Scott                                         |
| 2017 | Blade Runner 2049              | Manus; Manus och berättelse av Hampton Fancher                                                                    | Denis Villeneuve                                   |
| 2017 | Mord på Orientexpressen        | Manus | Kenneth Branagh                                    |
| 2020 | Skriet från vildmarken         | Manus | Chris Sanders                                      |
| 2021 | Jungle Cruise                  | Manus (med Glenn Ficarra, John Requa)                                                                             | Jaume Collet-Serra                                 |
| 2022 | Döden på Nilen                 | Manus | Kenneth Branagh                                    |